# Dōgen
 (mars 2021).
Si vous disposez d'ouvrages ou d'articles de référence ou si vous connaissez des sites web de qualité traitant du thème abordé ici, merci de compléter l'article en donnant les références utiles à sa vérifiabilité et en les liant à la section « Notes et références ».
Koun Ejō
Eihei Dōgen (永平道元), Dōgen Kigen (道元希玄, soit « Dōgen rare mystère ») ou Dōgen Zenji (道元禅師, soit « maître zen Dōgen »)  (19 janvier 1200 - 22 septembre 1253) est le fondateur de l'école Sōtō du bouddhisme zen au Japon. Il l'introduisit sur l'île après un voyage en Chine,.

## Vie
Le Japon de l'époque qui voit naître Dôgen traverse une période de troubles. Le pays est soumis depuis peu à un double pouvoir : celui de l'empereur et de sa cour installée à Kyōto, capitale traditionnelle, et celui du shogun, sorte de général suprême qui détient le pouvoir militaire, établi, lui, à Kamakura. Dans cette société féodale, les grandes familles se disputent le pouvoir. Les plus illustres sont les Fujiwara et les Minamoto.

### Enfance
Dōgen est né en 1200 à Uji, près de Kyōto. Son père Michichika appartenait au clan des Minamoto et il descendait de l'empereur Murakami (947-967). La mère de Dōgen était la fille de Fujiwara Motofusa, autre personnalité importante de la cour impériale. Dōgen vit donc le jour au sein d'une famille aristocratique bien en place et influente. Mais c'est à l'âge de deux ans qu'il perdit son père, puis, à l'âge de huit ans, sa mère.
Le jeune Dōgen reçut l'éducation appropriée à une telle famille, et dès l'âge de quatre ans il pouvait lire des poèmes en chinois. Malgré cela, il passa une enfance malheureuse et solitaire, observant le caractère illusoire de la lutte pour le pouvoir dans un monde de chagrin et d'impermanence. Juste avant de mourir, sa mère lui recommanda de devenir moine afin d'aider au salut de tous les êtres.
Confronté à de tels phénomènes, le jeune Dôgen réalisa la nécessité de chercher la vérité au-delà du monde des apparences. Devenu orphelin, il fut accueilli par un de ses oncles, Minamoto Michitomo, illustre poète qui lui fit découvrir la poésie, ce qui imprègnera fortement toutes ses œuvres futures.

### Première formation
Au cours de sa treizième année, il monta au mont Hiei, près de Kyōto, au monastère du centre des études bouddhiques où il fut intronisé dans l'école Tendai. Mais à cette époque, l'école Tendai entrait dans une phase de décadence, insistant beaucoup trop sur les cérémonies, mélangeant les doctrines ésotériques et exotériques, développant le formalisme de la vie monastique. De plus, des moines-soldats apparurent sur le mont Hiei, et le monastère devint une forteresse militaire.
Dōgen se concentra jour et nuit sur sa pratique, mais le doute l'assaillait de plus en plus, et il ne pouvait en rien réaliser ses aspirations. Durant ces quelques années passées dans ce monastère, Dōgen connut ce qu'il appela « le grand doute », qui tournait autour d'une question qui était pour lui essentielle : « Dans l'enseignement bouddhique, il est dit que tous les êtres possèdent originellement la nature du Bouddha. S'il en est ainsi, pourquoi faut-il s'entraîner et adopter des pratiques ascétiques pour atteindre l'état de Bouddha ? » Mais personne ne pouvait lui répondre de façon satisfaisante.
Il décida donc de quitter le mont Hiei, tout comme d'autres moines tels que Hônen (1133-1212) ou Eisai (1141-1215), fondateurs respectivement des écoles Jodo et Rinzai, rénovateurs illustres du bouddhisme japonais. Dōgen rencontra alors maître Eisai, récemment rentré de Chine, qui enseignait le zen Rinzai. Au temple de Kennin-ji, il devint le disciple de Myozen, successeur d'Eisai. Bien que cette école ne le satisfît pas complètement, il pratiqua profondément et sentit se développer son intérêt pour la pratique du zen. Érudit, ayant une connaissance approfondie de nombreux textes bouddhiques, son exigence remarquable le poussa sans cesse à la recherche de nouveaux maîtres. Il décida alors de se rendre en Chine, aux sources du bouddhisme zen.

### Voyage en Chine[2],[3]

#### La rencontre du cuisinier chinois
Dōgen quitta le Japon le 22 février 1223, en compagnie de Myozen et de deux autres moines. À son arrivée en Chine, il décida de rester quelque temps à bord du bateau pour préparer son périple. C'est alors qu'un vieux moine monta un jour à bord pour acheter des champignons. Ce moine, âgé de plus de soixante-dix ans, était tenzo (chef cuisinier) dans un temple de la montagne près de Shanghai. Son visage reflétait une grande profondeur et Dōgen fut intrigué. Il invita donc le vieux moine à passer la nuit sur le bateau, souhaitant discuter avec lui. Mais ce dernier refusa, arguant qu'il devait retourner le soir même au temple car il devait cuisiner. « Dans un grand monastère tel que le vôtre, dit Dōgen, il y a certainement d'autres moines qui peuvent préparer le repas. - Je suis vieux, répondit-il, et je suis tenzo. C'est la pratique de mes vieux jours. Comment pourrais-je laisser à d'autres ce que je dois faire ? - Vénérable moine, répondit Dōgen, pourquoi une personne âgée comme vous devrait-elle faire ce travail si éprouvant au lieu de lire et d'étudier les sutras ? » Le moine éclata de rire et dit : « Jeune ami venu de l'étranger, vous semblez bien ignorant de ce que signifient la pratique et l'enseignement du bouddhisme ! » Il l'invita à venir lui rendre visite dans le temple de son maître, puis le salua.

#### L'écoleCaodong
Dōgen fut très impressionné par cette rencontre si bien qu'un jour de 1225, il se rendit au temple de Nyojo, alors supérieur du temple Keitoku-ji sur le mont Tendo, dans le Minshu. Le temple de Nyojo suivait la tradition Caodong qui, au Japon, deviendra l'école Sōtō.

#### Satoriou Éveil
La scène de l'éveil de Maître Dôgen est rapportée dans le Denkoroku, ouvrage écrit longtemps après sa mort par son quatrième successeur, Keizan Jôkin et publié en 1857.
Dôgen était en méditation dans le zendō avec d'autres moines quand Ju-Ching aperçut l'un d'entre eux assoupi. Il le réprimanda : « La pratique de zazen, c'est laisser tomber le corps-esprit. À quoi penses-tu arriver en somnolant ? » Dôgen, surpris, fut soudain traversé par une joie intense. Il avait enfin trouvé ce qu'il recherchait. Le zazen terminé, il alla se prosterner devant Ju-ching qui lui demanda la raison de ce geste. Dôgen répondit : « Je viens d'abandonner le corps-esprit.
- Tu les as réellement abandonnés.
- Je viens tout juste de le comprendre. Ne me donnez pas aussi facilement votre approbation.
- Je ne le fais pas.
- A quoi reconnaissez-vous que j'en suis là ?
- Le corps-esprit est tombé. »
Respectant la tradition de l'école Sōtō, Ju-ching se serait prosterné à son tour, déclarant : « Voilà ce que l'on appelle abandonner jusqu'à l'idée d'abandonner ».
Cet épisode est la source de l'enseignement de maître Dôgen, l'abandon du corps-esprit ou shin-jin datsu-raku, qu'il va transmettre au Japon. Dans cette expression, shin-jin ne signifie pas le corps et l'esprit mais le « corps-esprit », c'est-à-dire leur non-séparation, l'unité enfin réalisée dans la non-dualité de l'esprit et de la matière.
Dans datsu-raku, datsu signifie « se libérer » et raku « abandonner ». L'abandon est acceptation qui libère des conditionnements et concepts qui nous séparent de la Réalité ultime, c'est-à-dire « l'ainséité » ou Tathātā.

### Retour au Japon
De Chine, Dōgen ne ramena rien d'autre que la pratique du zazen, shikantaza, (« seulement s'asseoir » ou « simple assise ») telle que la lui avait enseignée son maître. À la question : « Qu'avez-vous rapporté ? » Dōgen répondit : « Je suis revenu les mains vides. » Dans son recueil Eihei Kôroku, il écrira plus tard : « Ayant seulement étudié avec mon maître Nyojo et ayant pleinement réalisé que les yeux sont horizontaux et le nez vertical, je reviens chez moi les mains vides… Matin après matin, le soleil se lève à l'Est ; nuit après nuit, la lune s'enfonce à l'Ouest. Les nuages disparaissent et les montagnes manifestent leur réalité, la pluie cesse de tomber et les Quatre Montagnes (la naissance, la vieillesse, la maladie et la mort) s'aplanissent. » 
Dōgen s'installa d'abord à Kennin-ji, temple de Myozen, son premier maître avec lequel il était parti en Chine et qui était mort pendant le voyage. C'est dans ce temple qu'il écrit son premier texte : le Fukanzazengi, les « Règles universelles pour la pratique du zazen ». C'est le point essentiel de son enseignement : seulement s'asseoir, dans une posture exacte, sans rechercher quoi que ce soit, en laissant passer les pensées comme des nuages dans le ciel.

### Le temple Kosho-ji
Puis Dōgen quitta le temple de Kennin-ji pour s'installer successivement dans trois temples, tous situés dans la région de Kyōto : Annyoin, un petit ermitage, en 1230, puis Kannon Dorin en 1233 et enfin Kosho-ji à Uji, en 1236. C'est grâce à des donations qu'il construisit ce temple, premier monastère zen véritablement indépendant du Japon.
C'est là qu'il commença la rédaction des premiers chapitres de son œuvre monumentale, le Shōbōgenzō, (le « Trésor de l'œil de la Vraie Loi »), 95 chapitres qui contiennent l'essence de sa vision philosophique et religieuse. Entre 1233 et 1243, de nombreux disciples le rejoignirent et suivirent son enseignement. Sa renommée ne cessa de grandir. Il incitait à pratiquer assidûment et profondément, comme le lui avait enseigné son maître Nyojo. Le succès de Dōgen et le souffle nouveau qu'il apporta à un bouddhisme sclérosé lui attirèrent l'animosité, puis une hostilité grandissante de la hiérarchie cléricale. Et en 1243, des moines du mont Hiei tentèrent d'incendier son temple de Kosho-ji.

### Le temple Eihei-ji
Dōgen décida alors de s'éloigner de l'agitation des villes et des troubles qu'elles peuvent créer dans l'esprit. Grâce à l'appui d'un disciple laïc, seigneur de la province d'Echizen (de nos jours préfecture de Fukui), dans le Nord-Est du pays sur la côte de la mer du Japon, il construisit un nouveau temple, qu'il baptisa plus tard Eihei-ji, temple de la paix éternelle, dont Ejo plus tard sera le supérieur après sa mort. Là, dans le calme de la montagne, il continua à enseigner le zen à ses disciples et poursuivit la rédaction du Shōbōgenzō.
II ne sortit de ce temple qu'une seule fois durant l'hiver de 1247-1248 pour se rendre à la cour du shogun à Kamakura, sur l'invitation du général Hōjō Tokiyori. Tokiyori était complètement fasciné par Dōgen et il proposa et de lui construire un grand monastère pour qu'il puisse rester auprès de lui : Dōgen refusa, préférant la solitude. Il continua à écrire et à pratiquer le zazen jusqu'en 1252 où, âgé seulement de cinquante-deux ans, il tomba gravement malade. Il se rendit à Kyōto pour se faire soigner, sans succès. Il s'éteignit le 22 septembre 1253 au temple de Takatsu-ji.

## Philosophie
Par la profondeur et l'originalité de sa pensée, Dōgen est souvent considéré comme le plus grand philosophe du Japon et l'un des plus importants penseurs de toute l'histoire du bouddhisme, l'égal de Nagarjuna.
Un des aspects les plus originaux de sa pensée concerne sa conception du rapport de la partie avec le tout. Selon Dōgen, on ne peut saisir la réalité des choses que sous une forme déterminée. Ainsi, la vérité bouddhique ne peut apparaître que sous une forme déterminée. Chaque partie de la totalité du monde représente cette totalité sous une forme particulière. On peut donc saisir tout l'univers à travers la présence d'un seul brin d'herbe, à condition de saisir toute la nature de ce brin d'herbe. La présence d'un brin d'herbe peut donc représenter la vérité bouddhique. Cette conception s'applique aussi au temps. Le temps n'apparaît lui aussi que sous une forme déterminée appelée instant. La conception successive du passé/présent/futur est illusoire. Seul l'instant présent est réel. Par conséquent, chaque instant, aussi bref soit-il, « re-présente » le temps dans sa totalité sans qu'il soit nécessaire d'attendre d'autres instants. La vérité bouddhique du temps est le temps tel qu'il est, le présent instantané, maintenant.
Un instant qui représente tous les instants, ou un brin d'herbe qui représente tous les êtres, symbolisent la vérité bouddhique d'une manière beaucoup plus adéquate que ne pourrait le faire le langage. La vérité bouddhique est donc toujours plus ou moins en conflit avec les expressions conceptuelles qui tentent de l'exprimer. C'est pourquoi les différentes expressions de cette vérité à travers l'histoire ne sont que différentes expressions de ce conflit.
La pensée de Dōgen Zenji est la forme la plus radicale prise par les philosophies de l'ici et du maintenant. C'est pourquoi, si on l'épouse, elle représente à sa manière toutes les philosophies de la présence. Au Japon surtout, l'œuvre de Dōgen a été comparée à divers auteurs occidentaux (saint Augustin, Maître Eckhart, Merleau-Ponty, Sartre, Derrida, Heidegger). Le rapprochement entre Dōgen et Heidegger permet de comprendre pourquoi l'œuvre de ce dernier a suscité un grand nombre d'études au Japon.

## Œuvres principales
- Fukanzazengi
- Shōbōgenzō, (Le Trésor de l'œil de la Vraie Loi), 95 chapitres qui contiennent l'essence de la vision philosophique et religieuse de Dōgen.
- Shinji Shōbōgenzō, (La Vraie Loi, Trésor de l'Œil en caractères chinois), recueil personnel de kôan rassemblés par Dōgen, organisés en trois parties, chacune de 100 kôan.
- Tenzō kyōkun, « Instructions au cuisinier zen » (chapitre du Eihei Shingi)
- Eihei Shingi (« Règles de pureté de Eihei ») ou Eihei dai shingi (« Grandes règles de pureté de Eihei ») Ces règles qui organisent la vie quotidienne de la communauté monastique ont été de moins en moins appliquées au fil des siècles. Ce relâchement a conduit le moine zen Gentō Sokuchū, un an avant qu'il devienne 50e abbé du Eihei-ji, en 1794, à publier « Les règles de pureté Eihei révisées » ( Kōtei kanchū eihei shing), dans le but de revivifier la discipline monastique. Largement diffusé ce texte est devenu la norme des temples sôtô[8].

- Gakudōyōjin-shū (« Recueil de l'application de l'esprit à l'étude de la voie »)
- Eihei Kōroku
- Shōbōgenzō Zuimonki (enseignements de Dōgen à ses moines, collectés par son disciple Koun Ejō)[9]

#### Traductions

##### Textes intégraux en français
- Frédéric, Girard, Les Dialogues de Dōgen en Chine, édités et traduits par Frédéric Girard, Genève, Librairie Droz, coll. « Rayon Histoire de la Librairie Droz », avec la participation de l'EFEO, Genève, 2017.  (ISBN 978-2-600-01903-3). Voir le sommaire
  - Traductions des textes suivants: Hōkyōki (première biographie de Dōgen); Préceptes du Cuisinier; Rituel des règles de bodhisattva transmises en droite ligne des Buddha et des Patriarches; Méthodes de méditation; différents chapitres du Shōbōgenzō (Grande Perfection de sapience, Aporie actualisée, Buddha-Patriarches, Être et temps, Foi profonde dans les causes et les effets). Voir le sommaire
- Yoko Orimo, Le Shôbôgenzô de Maître Dôgen, préface de Pierre Hadot Ed. Sully; 2003;  (ISBN 2-911074-59-9) (Ce volume offre une présentation rapide de chaque chapitre du Shôbôgenzô et sert d'introduction à la traduction intégrale par la même traductrice).
- Yoko Orimo, Le Shôbôgenzô, La Vraie Loi, Trésor de l'Œil; Traduction intégrale, huit volumes; Ed. Sully 2005 à 2016 (Avec présentation accompagnée de nombreuses notes de chaque chapitre du Shôbôgenzô ; plusieurs tomes de cette série contiennent études supplémentaires de Yoko Orimo et de différents spécialistes du bouddhisme)
- Yoko Orimo, Le Shôbôgenzô, La Vraie Loi, Trésor de l'Œil; Traduction intégrale en un seul volume; Ed. Sully 2019 (traductions entièrement révisée. Notes réduites, texte japonais en vis-à-vis du texte français.)

- Dôgen (trad. du japonais par Yoko Orimo, préf. et analyse Yoko Orimo), Dôgen et la poésie : Traduction du recueil de waka Sanshô-Dôei, Vannes/impr. en Bulgarie, Sully, coll. « Le Prunier », 2022, 270 p. (ISBN 9782354323523)
- Hoang-Thi-Bhich (Thich Man-Da-La), Étude et traduction du Gakudōyōjin-shū, Recueil de l'application de l'esprit à l'étude de la voie du Maître de zen Dôgen, Genève - Paris, Librairie Droz, 1973, 224 p. (ISBN 978-2-600-03304-6, présentation en ligne)
- Les enseignements du maître zen Dôgen : Shôbôgenzô Zuimonki  (trad. du japonais par et commenté par Kengan D. Robert), Paris, Sully, 2001, 235 p. (ISBN 2-911-07432-7)

- Poèmes zen de Maître Dogen (Trad. du Sanshô-Dôei par Jacques Brosse; calligraphies de Hachiro Kanno), Paris, Albin Michel, 2001,  (ISBN 978-2-226-11838-7)

- Philippe Coupey (préf. Éric Rommeluère, trad. et commentaires), Mon corps de lune : Poèmes de l'Eihei Kōroku de Maître Dogen, Gap, Adverbum, 2008, 237 p. (ISBN 978-2-915-41818-7)

##### Textes intégraux en anglais
- (en) Nishijima Gudo Wafu, Master Dogen's Shobogenzo; translated by Gudo Nishijima and Chodo Cross; 4 volumes; Windbell Publications, London, 1999 (ISBN 0-9523002-4-9)
- (en) Dôgen (trad. par Kazuaki Tanahashi et John Daido Loori; introduction et commentaires par J.D. Loori), The True Dharma Eye. Zen Master's Dôgen Three Hundred Kôans, Boston, Shambala, 2005, liv, 472 (ISBN 978-1-59030-465-5)

- Reiho Masunaga, A primer of Soto Zen: A Translation of Dogen's Shobogenzo Zuimonki, East-West Center Press, University of Hawaii, 1978 (ISBN 0-7100-8919-8)
- (en) Dogen's Pure Standards for the Zen Community : A Translation of Eihei Shingi  (Translated by Taigen Daniel Leighton and Shohaku Okumura; Edited with an introduction by Taigen Daniel Leighton), Albany, State of New York University, 1996, xxii, 272 (ISBN 978-0791-42710-1, lire en ligne)
- (en + ja) Carl Bielfeldt, William M. Bodiford, T. Griffith Foulk (Eds.), Treasury of the True Dharma Eye. Dōgen's Shōbōgenzō (Texte original et traduction en huit volumes), Tokyo, The Adminstrative Headquarters of Sōtō Zen Buddhism. Sōtōshū Shūmuchō, 2023Vol. I à VII: texte japonais, traduction et notes. Vol. VIII, Introduction par W.M. Bodiford (p. 9-236), Annexes (p. 236-291), Notes supplémentaires par T.G. Foulk (p. 293-567), Ouvrages cités (p. 569-610)

- (en) Steven Heine, The Zen Poetry of Dogen : Verses from the Mountain of Eternal Peace, Boston, Tuttle Publishing, 1997, 208 p. (ISBN 978-0-804-83107-9)
- (en) Steven Heine, Wisdom within Words : An Annotated Translation of Dōgen's Chinese-Style Poetry, Oxford, Oxford University Press, 2022, 272 p. (ISBN 978-0-197-55352-7, lire en ligne)

##### Anthologies et sélections
- Frédéric Girard, « Le  chapitre « vie  et  mort » du Thésaurus de l'œil de la vraie Loi de Dōgen 道元の正法眼蔵の生死の巻 », Cahiers d'Extrême-Asie, n° 9, Mémorial Anna Seidel, Tome II, Kyōto, 1996-1997, pp. 299-311. (Lire en ligne) Traduction des chapitres Zenki et Shōji du Shōbōgenzō[Où ?].
- Frédéric Girard, « Le samādhi de réflexion sigillaire océanique chez Dōgen (1200-1253) » 道元における海印三昧, dans Le vase de béryl, Études sur le Japon et la Chine, en hommage à Bernard Frank, Paris, Éditions Philippe Picquier, 1997. pp. 75-86. Traduction du chapitre « Kaiin zanmai »du Shōbōgenzō.

- Polir la lune et labourer les nuages (textes présentés et traduits par Jacques Brosse), Paris, Albin Michel, 1998
- Le Trésor du zen (textes de Maître Dôgen commentés par Taisen Deshimaru), Paris, Albin Michel, 2003
- Genjo Koan (textes de Maître Dôgen commentés par Taisen Deshimaru), AZI Association Zen Internationale, 1985)
- (en) Dogen, Trans. Norman Waddell and Masao Abe; The Heart of Dogen's Shobogenzo, Albany, State University of New York Press, 2002  (ISBN 0-7914-5242-5)
- (en) Thomas Cleary, Rational Zen. The Mind of Dogen Zenji, Boston, Shambhala Publications, 1992 (ISBN 0-87773-973-0).
- La vision immédiate : nature, éveil et tradition selon le Shōbōgenzo, Traduction et commentaire de Bernard Faure, Paris, Le Mail, 1987  (ISBN 978-2-903-95108-5)
- (en) Yuho Yokoi, Zen Master Dogen: An introduction with selecting writings, New York, Weatherhill Inc. 1990 (ISBN 0-8348-0116-7)
- Yoko Orimo, Le Shôbôgenzô de Maître Dôgen, préface de Pierre Hadot, Paris, Ed. Sully, 2003;  (ISBN 2-911074-59-9) (Ce volume offre une présentation rapide de chaque chapitre du Shôbôgenzô)
- Uji / Être-Temps / Being-TIme (extrait du shôbôgenzô - traduction (en/fr) : Eidō Shimano Rōshi, Charles Vacher) ; Ed. Encre Marine 1997 ;  (ISBN 2-909422-24-0)

- L'art du zen  (Textes choisis, traduits du japonais et annotés par Janine Coursin), Paris, Gallimard, coll. « Folio », 2016, 178 p. (ISBN 978-2-070-46707-5)Contient Instructions au cuisinier zen et Corps et esprit. La voie du zen d'après le Shôbôgenzô (textes du Shôbôgenzô)

- La présence au monde  (trad. du japonais, textes [du Shôbôgenzô] traduits et présentés par Véra Linhariova), Paris, Gallimard, 2020 (1re éd. 1999), 96 p. (ISBN 978-2-072-87725-4)

- Cette lumière  (Kômyô, extrait du Shôbôgenzô, Préface, traduction et commentaires de Charles Vacher, postface de Françoise Dastur), Paris, Les Belles Lettres, 2023, 130 p. (ISBN 978-2-350-88204-8)
- Philippe Coupey (trad. et commentaires), Le chant du vent dans l’arbre sec, 12 poèmes du Sansho Doei du Maître Dogen et le Komyozo Zanmai de son disciple et successeur Koun Ejō, Paris, Éditions l’Originel - Charles Antoni, 2011, 157 p. (ISBN 978-2-910-67794-7)
- (ja) Zen des quatre saisons. Waka de Dôgen Zenji  (trad. du japonais, trad. en anglais et commentaires de Shohaku Okumura; trad. de l'angl. par Shoju Mahler), Alès, L'Eau du Dharma, 2018, 55 p. (ISBN 978-2-956-46470-9)Choix de treize wakas tirés du Sanshô-Dôei

#### Études

##### Travaux en français
- Jacques Brosse, Maître Dogen : Moine zen, philosophe et poète, 1200-1253; Albin Michel, 2009 (ISBN 2-226-10442-9)
- Frédéric Girard, « Les waka de Dōgen », in Japon Pluriel 2, Actes du deuxième colloque de la Société française des études japonaises, Publiés sous la direction de Jean-Pierre Berthon et Josef A. Kiburz, Éditions Philippe Picquier, Paris, 1998, pp. 193-203.
- Frédéric Girard, « Quête et transmission des reliques de la Chine au Japon au XIIIe siècle » 中国から日本への舎利の探求と伝播, dans Philippe Borgeaud / Youri Volokhine (dir.), Les objets de la mémoire. Pour une approche comparatiste des reliques et de leur culte 記念の器—舎利とその崇拝の比較研究序論, Studia Religiosa Helvetica 10, Bern et al., Peter Lang, 2005, p. 149-179. Traduction de la Transmission des reliques de Dōgen.
- Frédéric Girard, The Stanza of the Bell in the Wind : Zen and Nenbutsu in the Early Kamakura Period, Studia Philologica Buddhica, Occasional Paper Series, XIV, The International Institute for Buddhist Studies, Tōkyō, 2007,  IV + 81 pages.
- Frédéric Girard, « Le rêve de la fleur de prunier : la transmission généalogique chez Dōgen (1200-1253) en Chine », dans Comptes rendus de l'Académie des Inscriptions et Belles-Lettres, CRAI 2009. III, 2012, p. 997-1017.
- Frédéric Girard, Les Dialogues de Dōgen en Chine, édités et traduits par Frédéric Girard, Genève, Librairie Droz, coll. « Rayon Histoire de la Librairie Droz », avec la participation de l'EFEO, 2017.  (ISBN 978-2-600-01903-3).
- Répertoire de la bibliographie de Dôgen-Zenji, Eijin, éditions Ono, 1978
- Yves Leclair, « Dôgen, caillou, bambou, zen », La Nouvelle Revue Française, no 553, mars 2000, p. 237-251.

- Ryodô AWAYA - Fumio HISAMATSU (trad. du japonais par du japonais par Yoko Orimo), Dôgen, maître zen [« 道元さまものがたり »] [« L'Histoire de maître Dôgen (Dôgen Sama Monogatari) »], Paris, Sully,‎ 2021 (1re éd. en japonais 2003), 377 p. (ISBN 978-2-354-32340-0, lire en ligne)Biographie de Dôgen réalisée par un moine zen spécialiste de Dôgen (Awaya) et le mangaka Hisamatsu.

##### Travaux en anglais
- (en) Masao Abe (Edited by Steven Heine), A Study of Dôgen : His Philosophy and Religion, Albany, State University of New York Press, 1992, 261 p. (ISBN 978-0-791-40838-4)
- (en) Masao Abe, « Dôgen on Buddha Nature », The Eastern Buddhist, vol. 4, no 1,‎ may, 1971, p. 28-71 (lire en ligne)
- (en) Steven Heine, Dogen and the Koan Tradition: A Tale of Two Shobogenzo Texts, Albany, State University of New York Press, 1994  (ISBN 0-7914-1773-5)
- (en) Steven Heine, Readings of Dōgen's Treasury of the True Dharma Ey, New York, Columbia University Press, coll. « Columbia Readings of Buddhist Literature », 2020, 312 p. (ISBN 978-0-231-17159-5)
- (en) Steven Heine, Dogen. Japan's Original Zen Teacher, Boulder (CO), Shambala, coll. « Lives of the Masters », 2021, 360 p. (ISBN 978-1-611-80980-0, lire en ligne)
- (en) William R. LaFleur (Ed.), Dôgen Sudies, Honolulu, University of Hawaii Press, coll. « Sudies in East Asian Buddhism » (no 2), 1985, 165 p. (ISBN 0-824-81011-2, lire en ligne)
- (en) Hee-Jin Kim, Eihei Dogen : Mystical Realist, Sommerville (MA), Wisdom Publications, 2004 (revised ed.) (1re éd. 1975), 370 p. (ISBN 0-861-71376-1, lire en ligne)

#### Documents sonores / visuels
- Ehei Dōgen, un maître pour aujourd'hui, documentaire réalisé par Michel Baulez, diffusé en deux parties par l'émission Sagesses bouddhistes sur France 2 en janvier 2012.
  - Première partie
  - Deuxième partie
- Dominique Niogret, « DŌGEN ZENJI (1200-1253) : Moine zen (83 minutes) », sur youtube.com, 1998, france culture, série "une vie, une œuvre" (consulté le 18 mars 2021)
- « Zen, la vie de Dogen », sur youtube.com, film de nakamura kantaro / 126 min - sous-titré en français (consulté le 18 mars 2021)

#### Autres
- Le voyage intérieur de Maître Dogen, interview de Yoko Orimo par Nguyen Thanh Thiên.
- Dōgen, présentation, biographie, œuvres
- (en) Bukkyo, texte écrit par Dōgen
- Groupe d'étude de philosophie japonaise (INALCO, Paris) : Dōgen (1200-1253)

- Sommaire des huit volumes de la traduction intégrale de Yoko Orimo aux éditions Sully

- Notices d'autorité :   - VIAF
  - ISNI
  - BnF (données)
  - IdRef
  - LCCN
  - GND
  - Italie
  - Japon
  - CiNii
  - Espagne
  - Pays-Bas
  - Pologne
  - Israël
  - NUKAT
  - Catalogne
  - Australie
  - Norvège
  - Tchéquie
  - WorldCat